# 能登わかば農業協同組合

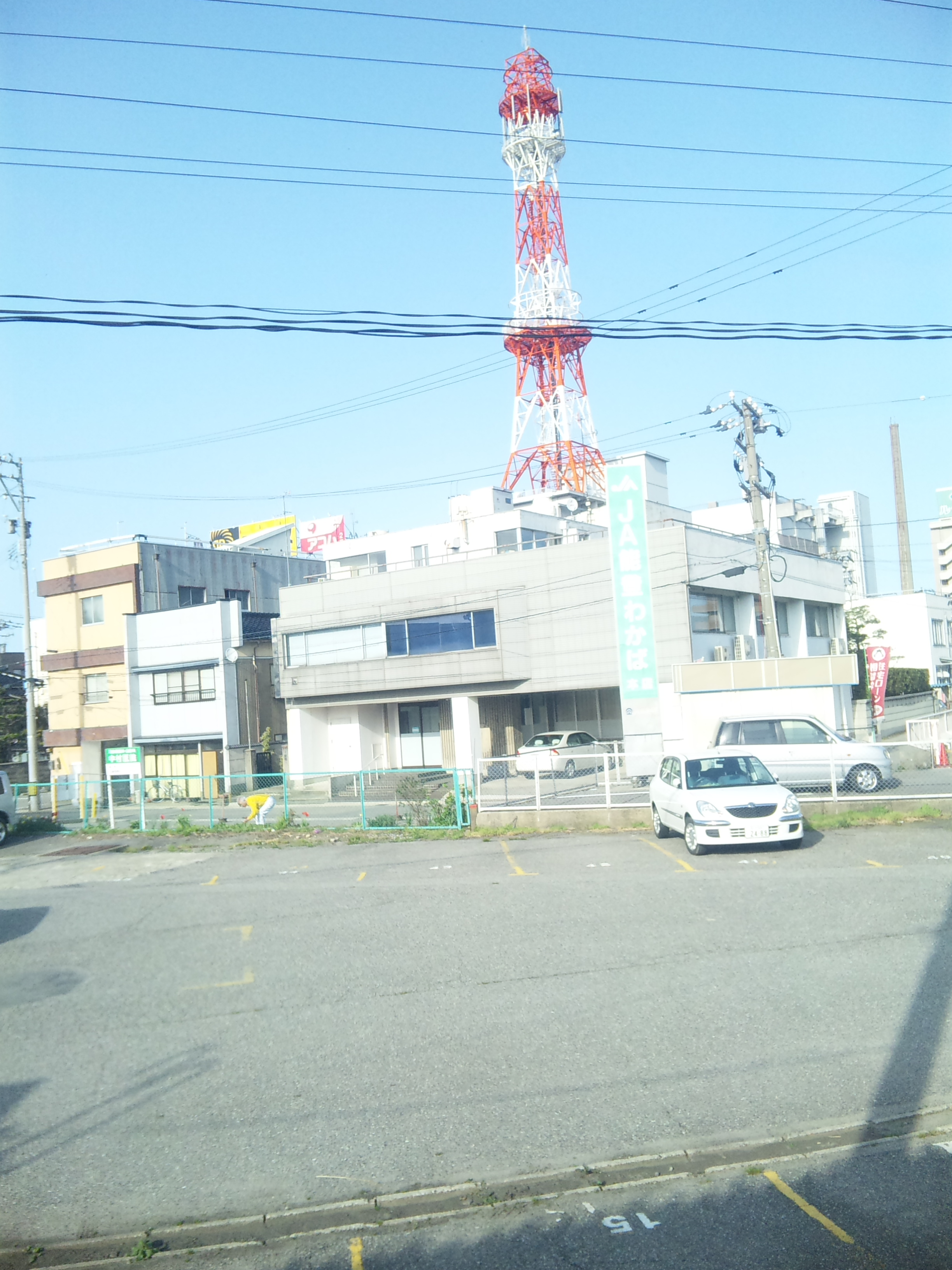
JA能登わかば旧本店

能登わかば農業協同組合（のとわかばのうぎょうきょうどうくみあい、通称: JA能登わかば）は、石川県七尾市に本店を置く農業協同組合である。略称はJA能登わかば。

## 沿革
- 1994年（平成6年）4月1日 - 七尾市、鹿島郡にあった8農協が合併して設立[1]。
- 2012年（平成24年）11月 - 本店を現在地に移転。